# Philodromus orarius
Philodromus orarius es una especie de araña cangrejo del género Philodromus, familia Philodromidae. Fue descrita científicamente por Schick en 1965.

## Distribución
Esta especie se encuentra en México y los Estados Unidos.